# Битва на Середземному морі (1940—1945)

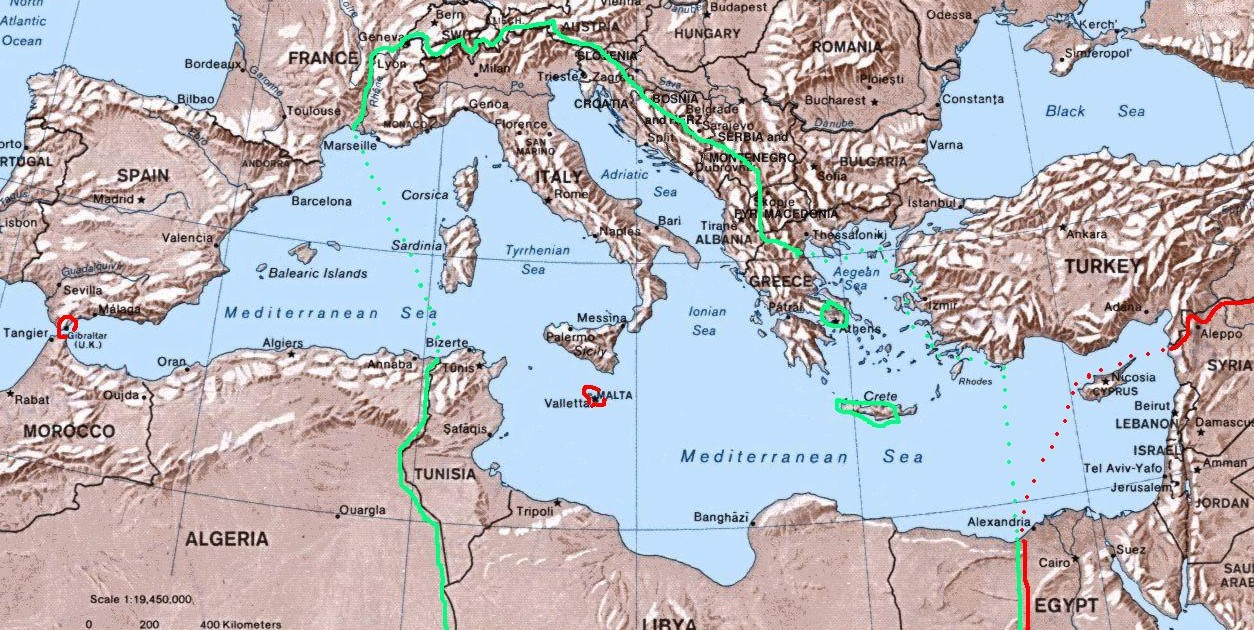
Акваторія Середземного моря з позначенням найбільшого просування італійських військ літом 1942

Битва на Середземному морі (1940—1945) (англ. Battle of the Mediterranean) — умовне найменування військово-морської кампанії, що тривала протягом Другої світової війни в акваторії Середземного моря. Активні бойові дії між протиборчими військово-морськими силами країн Осі та західних союзників велися з 10 червня 1940 до вересня 1943 року, до капітуляції Італії та виходу її з війни. Після того, як Італія підписала перемир'я в Кассіблі, Крігсмаріне продовжували протистояти силам союзників у Середземному морі, хоча масштаби й темпи військово-морських операцій різко знизилися через значну англо-американську перевагу.
Здебільшого, кампанія в основному велася між італійськими ВМС, підтримані іншими військово-морськими та військово-повітряними силами країн Осі й британського Королівського флоту, за підтримки інших союзних військово-морських сил, таких як Австралія, Нідерланди, Польща та Греція. Французькі ВМС фактично не встигли взяти участь у бойових діях до своєї капітуляції у червні 1940 року. А після перемир'я брали участь у війні на боці держав Осі. 27 листопада 1942 року французький флот Віші затопив основну частину свого флоту, щоб запобігти його захопленню німцями. Військово-морські і повітряні сили Армії США приєдналися до союзної сторони в листопаді 1942 року.
В цілому протягом усієї кампанії кожна сторона переслідувала три схожі цілі в цій битві. Перша була максимально активно атакувати морські лінії комунікацій іншої сторони. Друга полягала в тому, щоб тримати захищеними лінії комунікацій власних сухопутних військ в Північній Африці. Третім завданням було зруйнувати здатність військово-морського флоту противника вести активні бойові дії на морі. Зважаючи на це, військово-морські операції в Середземному морі мали характер битв великих морських конвоїв. Італо-німецькі конвої в основному слідували маршрутом з півночі на південь, спрямований на постачання військ Осі, дислокованих у Лівії, а потім у Тунісі, тоді як Королівський військово-морський флот Великої Британії налагодив систему постачання для підтримки стратегічно важливого острова Мальта (який виявився у суцільній облозі й протягом більшої частини кампанії піддавався бомбардуванню Осі) зі своїх баз у Гібралтарі та Александрії, слідуючи маршрутом із заходу на схід. Отже, найважливіші битви відбувалися на місці зустрічі протиборчих шляхів, у центральній частині Середземномор'я між Сардинією та Критом.
Обидві сторони широко використовували атаки підводних човнів, авіації та легких військово-морських сил, щоб заважати руху супротивника, і італійський Королівський флот також була дуже активним у застосуванні диверсантів безпосередньо у ворожі порти через свій спеціальний підрозділ, X флотилію MAS. З іншого боку, битви між капітальними кораблями потужних флотів були відносно рідкісними явищами, часто пов'язаними з випадковими обставинами і майже ніколи не закінчувалися вирішальним результатом.
Протистояння на морі залишалося в основному врівноваженим приблизно до листопада 1942 року: італійський флот забезпечував постійний потік постачання на північноафриканський театр, але сильно виснажував свої сили (зокрема легкі кораблі), тоді як жорсткий опір сил Осі британським конвоям на Мальту мало не викликав капітуляцію через загрозу голодної смерті населення острова. Висадка англо-американських підрозділів у Марокко та Алжирі під час операції «Смолоскип» і, перш за все, поява в Середземному морі переважаючих військово-морських і повітряних сил США остаточно перехилили терези на користь союзників, зробивши систему постачання сил Осі в Північну Африку нежиттєздатною. Вторгнення на італійський півострів із вражаючою висадкою морських десантів на Сицилію та на півдні Апеннінського півострову остаточно визначили абсолютне морське панування союзників у Середземному морі.
До моменту перемир'я в Кассіблі італійські кораблі, підводні човни та літаки потопили надводні військові кораблі союзників сумарним тоннажем 145 800 тонн, тоді як німці потопили 169 700 тонн, що становить 315 500 тонн загальних втрат. Загалом союзники втратили 76 військових кораблів і 46 підводних човнів. Союзники потопили 83 італійських військових кораблі загальною водотоннажністю 195 100 тонн (161 200 сили Британської імперії та 33 900 американці) і 83 підводні човни. Німецькі втрати в Середземному морі від початку кампанії до кінця війни склали 17 військових кораблів і 68 підводних човнів.

## Основні учасники протистояння

### Королівський ВМФ Великої Британії
Середземне море було традиційним центром британської морської могутності. Присутність Королівського флоту в Середземному морі бере свій початок у XVIII столітті, чому сприяло володіння Сполученим Королівством кількома, але стратегічними позиціями в акваторії моря: острів Мальта, розташований у стратегічному місці в центрі Середземного моря, Кіпр — у схійдній частині Середземномор'я, Гібралтарська скеля, яка контролювала західний доступ до басейну. Після закінчення Першої світової війни був доданий британський мандат Палестина, де порт Хайфа служив терміналом для кількох нафтопроводів на Близькому Сході. Єгипет, хоча формально незалежний з 1922 року, все ще перебував під суворим британським контролем через його стратегічний Суецький канал. Британський план передбачав утримання трьох ключових стратегічних пунктів у цьому регіоні: Гібралтару, Мальти та Суецького каналу. Утримуючи їх під своїм контролем, британський флот забезпечував життєво важливі шляхи постачання. Мальта була опорою всієї системи. Вона забезпечувала необхідну зупинку для конвоїв союзників і базу для нападу на шляхи постачання Осі.
Захист британських інтересів у Середземному морі покладався на Середземноморський флот. Спочатку він базувався на Мальті, але із загостренням відносин між Великою Британією та Італією в середині 1930-х років його передислокували на нову базу в єгипетській Александрії. Починаючи з квітня 1940 року чисельність флоту була збільшена з огляду на можливе втручання Італії в конфлікт. Під орудою адмірала Ендрю Каннінгема було чотири лінійні кораблі епохі Першої світової війни («Ворспайт» і «Малая» типу «Квін Елізабет», «Раміліз» і «Роял Соверін» типу «Рівендж»), авіаносець «Ігл», монітор «Террор», дев'ять крейсерів, двадцять шість есмінців, дванадцять підводних човнів і значний флот допоміжних кораблів підтримки й забезпчення. На Мальті залишилися лише кілька підрозділів легких сил. Коли почалися воєнні дії, флот був посилений лінкорами «Квін Елизабет» та «Барем». Нарешті, в Гібралтарі дислокувалися авіаносець «Аргус», два крейсери і дев'ять есмінців, які формально не підпорядковувалися командувачу Середземноморського флоту, а командуванню британського флоту в Північній Атлантиці.

### Королівський флот Італії

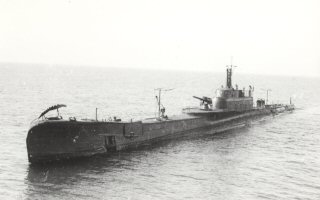
Італійський підводний човен «Етторе Ф'єрамоска»

Італійський диктатор Беніто Муссоліні, описуючи Середземне море як Mare Nostrum (з лат. — «наше море»), вважав контроль над ним важливою передумовою для розширення своєї «Нової Римської імперії» й зазіхав на Ніццу, Корсику, Туніс і Балкани. Будівництво військово-морських сил значно прискорилося під час його правління.
На момент вступу Італії в Другу світову війну, флот Муссолін посідав п'яте місце у світі після британського Королівського флоту, ВМС США, Імператорського флоту Японії та Національного флоту Франції. Проте капітуляція Франції призвела до того, що італійський флот виявився найпотужнішим серед флотів середземноморського регіону.
На початку війни Королівський флот мав два найсучасніші лінійні кораблі типу «Літторіо», «Літторіо» і «Вітторіо Венето», два інших лінкори цього класу перебували на стадії будівництва, але тільки «Рома» був завершений, тоді як «Імперо» так і не був повністю добудований. Також італійці мали чотири лінкори часів Першої світової війни («Джуліо Чезаре», «Конте ді Кавур», «Кайо Дуіліо», «Андреа Доріа»), модернізовані в 1930-х роках. Флот мав також сім 10 000-тонних важких крейсерів, старий панцерний крейсер «Сан-Джорджо», дванадцять легких крейсерів, 53 міноносці, 71 міноносець (багато з яких були застарілими), 50 MAS і 115 підводних човнів.
Військові кораблі Королівського флоту Італії мали репутацію добре спроектованих. Але деякі типи італійських крейсерів мали дефіцит броні, і всі кораблі флоту не мали радарів, хоча його недолік був частково компенсований тим, що італійські військові кораблі були оснащені хорошими далекомірами та системами керування вогнем для ведення денного бою. Лише навесні 1943 року, за п'ять місяців до перемир'я, дванадцять італійських військових кораблів були оснащені радіолокаційними пристроями EC-3 ter Gufo італійської розробки. Крім того, у той час як командири союзників на морі мали право діяти за власною ініціативою, дії італійських командувачів тісно й точно керувалися штабом ВМС Італії (Супермаріна).
Королівський флот Італії також не мав належного повітряного комплененту. Авіаносець «Аквіла» так і не був добудований, і більшу частину авіаційної підтримки під час битви в Середземному морі надавали наземні Королівські ПС. Іншим серйозним недоліком для італійців стала нестача пального. Вже в березні 1941 року загальний дефіцит мазуту перетворився на критичну проблему. Вугілля, бензин і мастильні матеріали також було важко знайти на потребу флоту. Як показник, до 75 % всього наявного палива використовувалося есмінцями та міноносцями, які виконували місії супроводу в ході ведення кампанії.

### Французький флот
На початок Другої світової війни французький національний флот зосереджував основну сили свого корабельного складу у західному Середземномор'ї, утримуючи невеликі військово-морські компоненти в мандатах Сирії та Лівану та в Егейському морі. Французький флот був численним, але переважно застарілим. Наприклад, кістяк головних сил складався з трьох старих лінійних кораблів типу «Бретань» разом із новішими кораблями типу «Дюнкерк», тоді як сучасні лінкори типу «Рішельє» все ще будувались. Також у флоті перебували на озброєнні чотири важкі крейсери типу «Сюффрен», два типу «Дюкен» і один «Алжері», шість легких крейсерів типу «Ла Галісоньєр», крейсери «Жанна д'Арк» і «Еміль Бертен» і три типу «Дюге-Труен». У строю перебувало 27 есмінців, включаючи есмінці типів «Шакал» та «Ла Фантаск», важкі есмінці типу «Могадор», які були більше схожі на легкі крейсери. Нарешті, французи мали кілька ескортних і легких кораблів різного типу та класу, а також значний компонент підводних човнів (32 човни): деякі все ще дислокувалися на Далекому Сході, в Карибському басейні та в Африці.
Після захоплення Франції німцями, флот у Середземному морі став військово-морським флотом французького уряду Віші. З огляду на потенціал та могутність цього флоту, який раптом виявився на боці держав Осі, ці сили вважалися серйозною загрозою для британського Королівського флоту. Таким чином, для британців було конче потрібно нейтралізувати цю загрозу. На початковому етапі операції «Катапульта» доля французької ескадри, що опинилася заблокованою на той момент в Александрії, була врегульована шляхом переговорів. Це виявилося можливим насамперед тому, що два командувачі — адмірали Рене-Еміль Годфруа та Ендрю Каннінгем — були в добрих особистих стосунках. Водночас, британський ультиматум вивести основну частину решти французького флоту поза досяжністю Німеччини було відхилено. Флот був розташований на військово-морській базі Мерс-ель-Кебір у Французькому Алжирі, тому 3 липня 1940 року він був значною мірою знищений у результаті атаки британського з'єднання «H» з Гібралтару (адмірал Джеймс Сомервілль). Французький уряд Віші розірвав усі стосунки з британцями в результаті цієї атаки, а повітряні сили Віші (фр. Armée de l'Air de l'armistice) навіть здійснили нальоти на британські об'єкти в Гібралтарі.
У червні та липні 1941 року невеликі військово-морські сили Франції Віші брали участь в операції «Екпортер», відбиваючи напад союзників на французькі сили Віші, що базувалися в Лівані та Сирії.
У 1942 році в рамках окупації Франції Віші в операції «Антон» німці мали намір захопити французький флот у Тулоні. Цьому завадили рішучі дії французьких командувачів; основну частину флоту було затоплено власними екіпажами, п'яти підводним човнам у хаосі ситуації вдалося втекти з бази.

### Крігсмаріне
Зосереджена на континентальній війні проти західних держав і Радянського Союзу, нацистська Німеччина тривалий час розглядала середземноморський сектор як другорядний фронт, на який можна було виділити принципово мало ресурсів. 26 серпня 1941 року Гітлер, ігноруючи заперечення командувача німецькими підводними силами адмірала Карла Деніца, який вважав це марним розпорошенням сил, наказав відправити першу партію підводних човнів на допомогу італійцям. Наприкінці вересня 1941 року перші човни прибули, відразу ж почавши пожинати помітні успіхи в діях проти британських військово-морських сил. Між 1941 і 1944 роками загалом 62 німецькі підводні човни (усі належали до великого класу VIIC) діяли в Середземному морі, причому близько двадцяти одиниць перебували одночасно, розділені між 23-ю флотилією, що базувалася в Саламіні, і 29-ю флотилією в Спеції, а згодом у Тулоні. Хороші технічні характеристики U-Boot, відмінна підготовка екіпажів і добре перевірена тактика означали, що основна частина результатів, здобутих підводними силами Осі в Середземному морі, належала саме німецьким підводним човнам.
З надводного компоненту Крігсмаріне у Середземному морі діяли флотилії моторних торпедних катерів (S-Boot), тральщиків та інших транспортних засобів, таких як пороми та моторні човни. Певну частину сил складали трофейні кораблі, зокрема есмінець ZG3 Hermes, колишній грецький «Василефс Георгіос», захоплений у травні 1941 року. Після капітуляції Італії у вересні 1943 року німці заволоділи значною кількістю кораблів італійського Королівського флоту, і різні кораблі (есмінці, міноносці та корвети) були введені до складу Крігімаріне.

### Флоти інших держав
Країни Співдружності також відрядили свої кораблі для дії в акваторії Середземного моря: Австралія надала ескадру есмінців, ветеранів Першої світової війни, названу нацистською пропагандою «Флотилією залізного брухту», але майже всі вони були відкликані додому після нападу на Перл-Гарбор і вступу Японії у війну. Канада надала міноносці та судна підтримки та забезпечення, зокрема, після висадки десанту «Смолоскип» у Північній Африці, тоді як символічні контингенти також були відправлені з Нової Зеландії (легкий крейсер «Ліндер»), Південної Африки та Британської Індії. Уряди в екзилі, такі як Польща та Нідерланди, надали міноносці, які були прикріплені до британських ескортних груп.
На момент італійського вторгнення в жовтні 1940 року Греція мала лише застарілий панцерний крейсер «Георгіос Авероф», два старі кораблі берегової оборони типу «Кілкіс» (американські пре-дредноути), десять міноносців, тринадцять міноносців, шість підводних човнів та інші допоміжні кораблі. Частина з них після німецького вторгнення до Греції встигла вислизнути та продовжувала діяти разом з британцями в Середземному морі. Майже весь корабельний склад Королівського військово-морського флоту Югославії (один старий легкий крейсер, п'ять міноносців і чотири підводні човни) потрапили в руки Італії після окупації країни військами Осі.
Величезна потуга ВМС США стала вирішальною, особливо починаючи з операції «Смолоскип», яка остаточно схилила терези на користь союзників. Левова доля американського флоту діяла на Тихоокеанському театрі проти японців або в битві за Атлантику проти німців. У Середземному морі діяв 8-й флот США, створений у березні 1943 року, який спочатку мав відносно невелику бойову силу і складалася переважно з есмінців та кількох легких крейсерів. Однак, при проведенні операції «Драгун» він був значно посилений трьома лінійними кораблями часів Першої світової війни, а також двома ескортними авіаносцями і трьома важкими крейсерами. Основний внесок США у військово-морські операції на Середземному морі відбувся у формі забезпечення великою кількістю десантних кораблів різних типів, кораблями для транспортування військ і техніки, а також місткими суднами класу «Ліберті».

## Історія

### 1940
10 червня 1940 року Італія оголосила війну Великій Британії та Франції. Наступного дня італійські бомбардувальники атакували Мальту, що стало першим із багатьох нальотів на цей острів. Флот Франції обстріляв низку цілей на північно-західному узбережжі Італії, зокрема порт Генуя. Коли Франція капітулювала 24 червня, лідери Осі дозволили новому французькому уряду Віші зберегти свій флот.
Перший морський бій між Королівськими військово-морськими флотами Великої Британії та Австралії й італійським флотом відбувся 28 червня 1940 року південно-західніше грецького острова Крит, коли 7-ма ескадра крейсерів віцеадмірала Джона Тові наразилася на італійський конвой «Есперо». Внаслідок бою загинув італійський есмінець «Есперо».
Зі зростанням інтенсивності збройної боротьби на Середземноморському театрі дій Мальта, завдяки своєму стратегічному положенню в акваторії моря, набула колосального значення. Вже у липні 1940 року британцям довелося організувати систему конвоїв з метою забезпечення постачання на острів. Найважливіші вантажі невеликого об'єму й деякий персонал прямували швидкохідними військовими кораблями (зазвичай це були мінні загороджувачі типу «Абдель») і підводними човнами. Винищувачі типу «Гаррікейн» та «Спітфайр», що мали вирішальне значення для протиповітряної оборони острова, доставлялися якомога ближче до острова авіаносцями, а далі самостійно перелітали на аеродроми Мальти; це отримало назву «Клубний забіг».

Карта бою біля мису Спада. 19 липня 1940

9 липня 1940 року сталося перше зіткнення між ворогуючими флотами в битві біля Калабрії, через місяць після початку воєнних дій. Бій відбувся в 30 милях на південний схід від мису Пунта Стіло, «пальця ноги» Італії (Калабрія). Це був один з небагатьох морських боїв за участю великої кількості бойових кораблів з обох сторін. Битва, що стала результатом проведення двох операцій по супроводу конвоїв, розпочалася усвідомлено, але випадково, через те, що обидва командувачі флотами вирішили вступити в бій після того, коли їхнє основне завдання було скасовано, або, у випадку з британцями, було відкладено. Жоден корабель не був потоплений у ході зіткнення. Пошкодження «Джуліо Чезаре» та «Больцано», як і пошкодження «Ворспайта» і «Нептуна» не були серйозними.

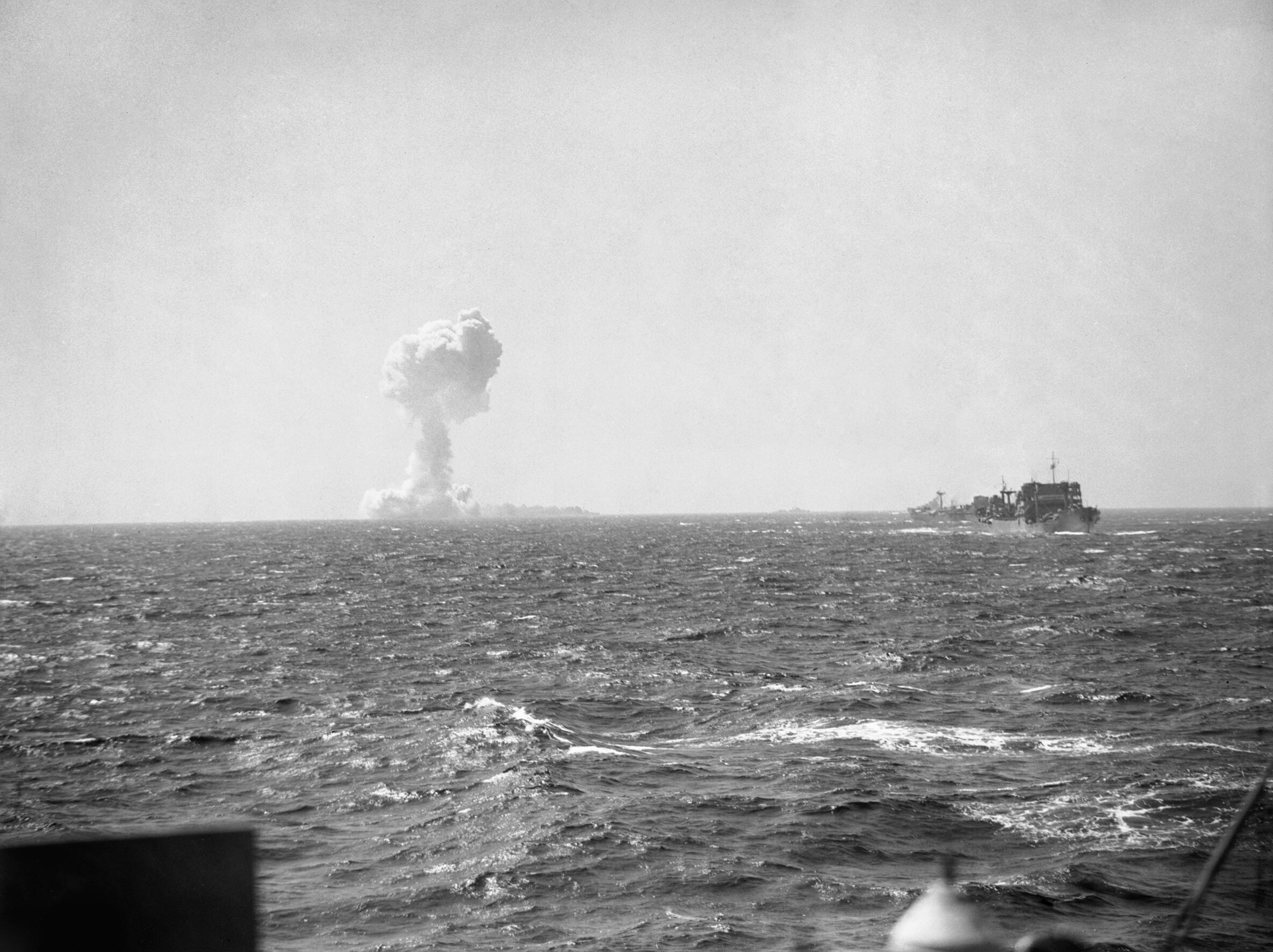
Вибух транспортного судна, знищеного бомбардувальниками, під час переходу з Александрії до Мальти

19 липня Королівський флот Італії зазнав поразки в бою біля мису Спада. Два легкі крейсери контрадмірала Фердінандо Касарді йшли, щоб перехопити рух противника на північ від Криту, і наразилися на формування британських міноносців на чолі з крейсером «Сідней». У ході бою італійський легкий крейсер «Бартоломео Колеоні» був потоплений, а «Джованні делле Банде Нере» зміг втекти.
У ніч з 11 на 12 жовтня південно-східніше острова Сицилія стався черговий морський бій між британськими крейсерами та корабельною групою італійського флоту. Італійці зазнали поразки, втративши 1 есмінець і 2 міноносці потопленими і 1 есмінець пошкодженим; британці мали лише пошкодження крейсеру «Аякс».
Початок італійського вторгнення до Греції 28 жовтня 1940 року призвів до зростання активності в східному Середземномор'ї. Королівському флоту довелося швидко налагоджувати систему постачання для італійської армії, яка вела бої в Албанії й потрапила в кризу через міцну грецьку оборону. Навпаки, британці мали доступ до важливої військово-морської бази в затоці Суда на Криті, а також до різних авіабаз, звідки здійснювалися різноманітні рейди проти портів південної Італії. Зміщення воєнних дій на схід підштовхнуло італійське командування зосередити весь бойовий флот (який тим часом збільшився до шести лінійних кораблів) у порту Таранто, звідки можна було захищати як рух до Лівії, так і спрямовувати зусилля на Албанію. Це передислокація, однак, призвела до катастрофи: в ніч з 11 на 12 листопада 1940 року торпедоносці «Сордфіш», запущені з британського авіаносця «Ілластріос», атакували базу та потопили лінкори «Конте ді Кавур», «Дуіліо» та «Літторіо», втративши лише два літаки. Неглибока акваторія врятувала від остаточної втрати головні сили флоту, і останні два змогли повернутися до строю після місяців роботи. «Кавур», хоча і відремонтували, але лінкор вже ніколи не брав участі в бойових діях. Одночасно з повітряним нальотом загін британських крейсерів і есмінців атакував італійський конвой в Отрантській протоці, потопивши без втрат чотири торгові судна.
Сенсаційний британський успіх був взятий за взірець деякими старшими офіцерами Імператорського флоту Японії та надихнув на планування нападу на флот США в Перл-Гарборі в грудні 1941 року. Ця атака також змусила італійський флот передислокуватися до італійських портів далі на північ, щоб опинитися поза зоною досяжності британської палубної авіації. У свою чергу, це зменшило загрозу італійських рейдерських вилазок на конвої, що прямували до Мальти.
Однак, оцінка Каннінгема про те, що італійці не захочуть ризикувати своїми капітальними кораблями, що залишилися, швидко виявилася помилковою. Лише через п'ять днів після Таранто, коли Гібралтарська ескадра у складі авіаносців «Арк Роял» та «Аргус» вирушила на схід з метою доставити літаки на Мальту, Ініго Кампйоні вийшов з двома лінійними кораблями, шістьма крейсерами та 14 есмінцями, щоб зірвати цю операцію. Крім того, вже 27 листопада італійський флот зміг знову протистояти Середземноморському флоту в битві при Спартівенто, яка пройшла без переможця. Два з трьох пошкоджених лінійних кораблів були відремонтовані до середини 1941 року, і контроль над Середземним морем продовжував коливатися туди-сюди аж до перемир'я в Італії в 1943 році. У порівнянні з основним завданням щодо зриву конвоїв Осі до Африки, атака на Таранто мала незначний ефект. Насправді італійське судноплавство до Лівії зросло в період з жовтня 1940 по січень 1941 року в середньому до 49 435 тонн на місяць, порівняно з 37 204 тоннами в середньому за попередні чотири місяці. Крім того, замість того, щоб змінити баланс сил у центральному Середземномор'ї на свою користь, британське військово-морське керівництво «не змогло завдати справжнього нокауту, який би змінив розклад сил, у якому велася решта війни в Середземному морі».

### 1941
Після нищівного рейду на Таранто та безрезультатного зіткнення сторін біля мису Спартівенто командування італійського флоту віддало суворий наказ морським командирам не ув'язуватися в зіткнення з британським флотом, якщо вони не матимуть явної чисельної переваги, щоб уникнути втрат коштовних кораблів. Це рішення також закріпило ініціативу за британцями, особливо після того, як 8 січня 1941 року бомбардувальники «Веллінгтон», що базувалися на Мальті, завдали шкоди лінкору «Джуліо Чезаре», лінкори були відведені ще далі, аж до Ла Спеції. Завдяки прикриттю авіації флоту, наземних винищувачів і рейдів з території Греції британці тепер майже повністю контролювали східне Середземномор'я. Італійські дії зводилися до нальотів на Александрію Королівської авіації, іноді навіть по чотири-п'ять разів на день, хоча користі від цих рейдів були відносно обмеженими. Зміцнення Мальти тривало безупинно, і на початку 1941 року острів тепер являв собою надійну базу для літаків і підводних човнів, що діяли проти італійського руху до та з Лівії. Ситуація для італійців також погіршилася в період з грудня по лютий повною втратою Кіренаїки після успішної операції «Компас». Королівському флоту Італії навіть довелося вимушено затопити у Тобруку старий крейсер «Сан-Джорджо», щоб він не потрапив у руки ворога.

Карта операції «Іксес». 10–11 січня 1941

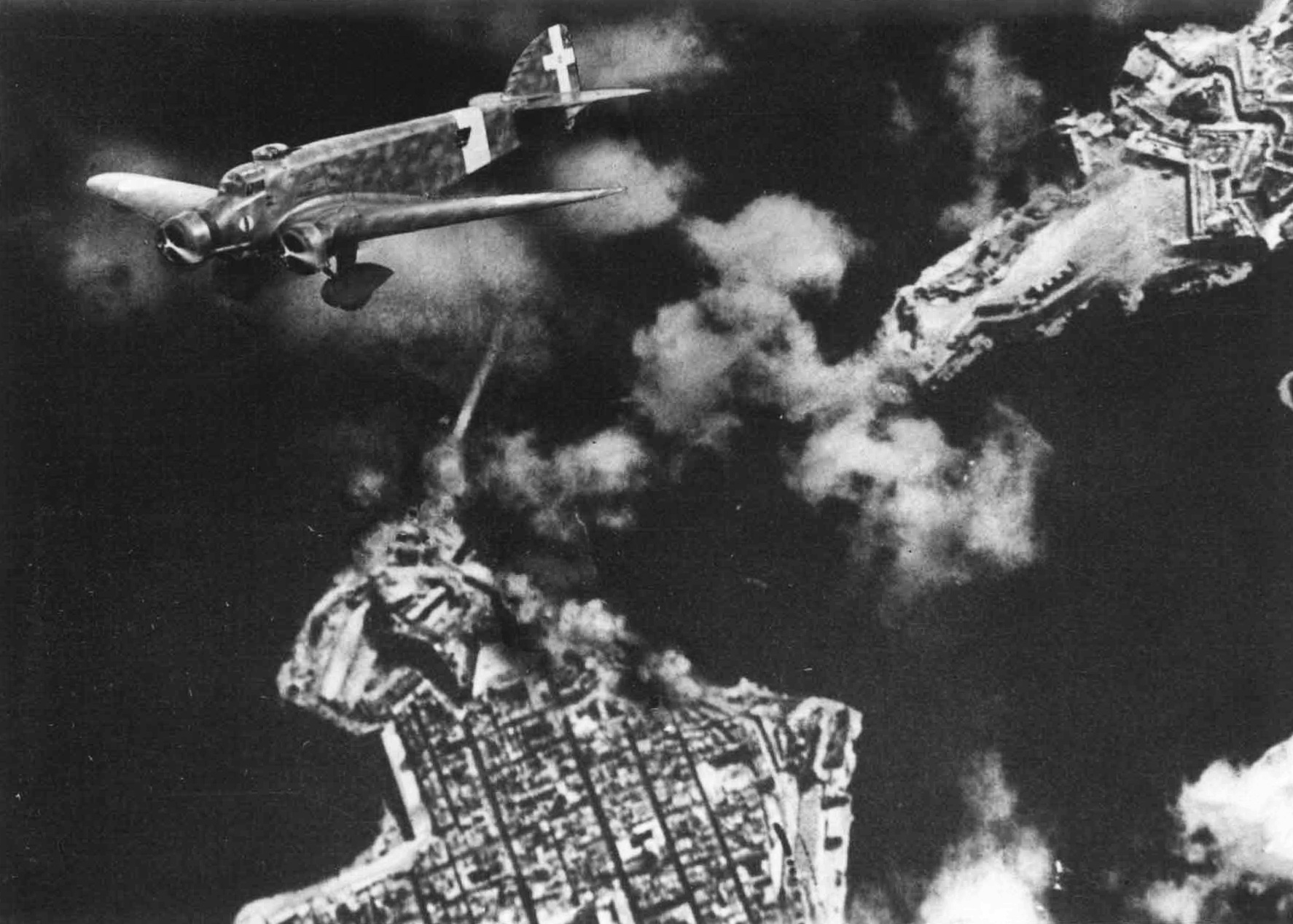
Італійська авіація бомбардує Валлетту та Гранд-Гарбор на Мальті в 1941 році

Критичне становище італійців остаточно підштовхнуло Німеччину до інтервенції в Середземному морі. На додаток до створення сухопутного контингенту для дій у Лівії (корпус «Африка»), у період з грудня по січень 1941 року німці розгорнули X повітряний корпус Люфтваффе на Сицилії, який негайно розпочав серію повітряних нальотів на Мальту та британські морські комунікації. Наслідки появи німецької потуги були помітні відразу: між 6 і 13 січня, під час серії переміщень мальтійських конвоїв та повернення порожніх торговельних суден (операція «Іксес»), пікіруючі бомбардувальники «Штука» німців та італійців серйозно пошкодили авіаносець «Ілластріас» і потопили легкий крейсер «Саутгемптон». У Суецькому каналі німецькі літаки встановили міни нового типу, що змусило британців закрити суднохідний канал для руху до березня. Британці відреагували рішуче, флот активно протидіяв прибережному сполученню від Триполі до лінії фронту та бомбардував ворожі прибережні позиції з моніторів, канонерських човнів та есмінців, діючи практично без затримок. 9 лютого з'єднання «Н» провело наліт на Геную й Ла-Спецію, не зустрівши жодної протидії через серію помилок і непорозумінь між італійським командуванням.
Однак ризик німецьких повітряних ударів значно зріс, що змусило Каннінгема ухвалити рішення і відвести основний склад кораблів до Александрії, але монітор «Терор» був потоплений під час повернення.
25 — 28 лютого 1941 року елітні британські підрозділи здійснили спробу висадитися на острові Кастелорізо в Додеканесі. Але операція закінчилася провалом через рішучі дії італійського гарнізону.
На початку березня, враховуючи ознаки неминучого вторгнення нацистської Німеччини до Греції, адміралу Каннінгему було доручено прикрити перевезення великого британського експедиційного корпусу на територію Греції. В ніч з 25 на 26 березня бойові плавці італійської 10-ї флотилії MAS на рейді в бухті Суда грецького острова Крит за допомогою 3 моторних човнів MT потопили важкий крейсер «Йорк» і норвезький нафтовий танкер «Періклус».

Карта бою за конвой «Таріго». 16 квітня 1941

Сміливий вихід кораблів Якіно у води південніше Криту між 27 і 29 березня призвів до катастрофи. Попереджений про виліт італійців завдяки перехопленню «Ультра», Каннінгем вийшов у море з усіма наявними силами на перехоплення кораблів Якіно. Під час битви біля мису Матапан лінкор «Вітторіо Венето» був пошкоджений атакою торпедоносців (один з яких був збитий); вночі британська ескадра потопила три італійські важкі крейсери «Зара», «Фіуме», «Пола» і два есмінці; загинуло 2303 моряки. Поразка Італії під Матапаном була результатом суми переваг, якими користувався британський Королівський флот: розшифровки «Ультра», безпосередня авіаційна підтримка палубної авіації, наявність радарів та краща нічна бойова підготовка флотських екіпажів.
Поразка, яку зазнали союзні сили під час оборони Греції у квітні та в битві на Криті у травні, змусили британський Середземноморський флот розпочати операції з масштабної евакуації британських і союзних військ морем, що спричинило значні втрати. Британці втратили три крейсери, шість есмінців і повідомили про різного ступеня пошкодження двох лінкорів, авіаносця «Фомідебл», п'яти крейсерів і восьми есмінців; загинуло майже 2000 досвідчених моряків.

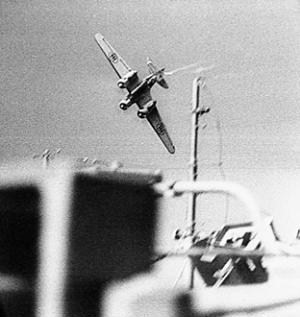
Італійський бомбардувальник Savoia-Marchetti SM.79 атакує транспортний конвой противника. Мальтійські конвої

У червні Королівський ВМФ залучався до забезпечення та підтримки вторгнення британських військ до Сирії, зіткнувшись з кількома військово-морськими силами Франції Віші, що дислокувалися в колонії. Серед найбільш значущих епізодів стало зіткнення 9 червня, коли два французькі есмінці серйозно пошкодили британський есмінець «Джейнес», 16 червня літаки потопили французький есмінець «Шевальє Поль», який намагався доставити постачання з метрополії, а 25 червня французький підводний човен «Суффле» був потоплений британським «Партіан».
Після успіху операції «Іксес» у січні 1941 року до початку травня британці не намагалися доправляти великі конвої через Сицилійську протоку, коли під час операції «Тигр» конвой із 250 танками для Північноафриканського фронту зміг повністю перетнути маршрут від Гібралтару до Александрії, уникаючи повітряних і торпедних атак і втративши одне торгове судно, яке наразилося на міну. Під час операції «Сабстанс» конвой з Гібралтару досяг Мальти і був перехоплений лише групою італійських літаків, які потопили есмінець; лінкори «Вітторіо Венето» і «Літторіо» також вийшли в море, але їм не вдалося наздогнати ворожий конвой та вступити в бій з британцями. Зосередження британських торговельних суден у Валлетті підштовхнуло командування флотилії до рейду. У ніч з 25 на 26 липня італійські «фрогмени» здійснили зухвалу атаку, але вона завершилася нищівним провалом. 15 елітних бойових плавців загинули, ще 18 потрапили в полон, у бою загинуло все керівництво 10-ї флотилії. Крім того, були збиті 2 літаки Macchi M.C.200, які намагались прикрити торпедні катери, якими пересувалися італійські спецназівці.

Карта битви біля мису Бон. 13 грудня 1941

Між серпнем і груднем 1941 року, одночасно з британськими наземними операціями, що мали за мету звільнення Тобрука від облоги, в якій він перебував з травня, морські перевезення до Лівії знову зазнали атак, причому пік був зафіксований між жовтнем і листопадом, коли було потоплено 44 торгових судна. Серед найкривавіших епізодів — затоплення океанських лайнерів «Нептунія» та «Вулканія» 18 вересня підводним човном «Апхолдер» (загинули 384 солдати) та 9 листопада бій за конвой «Дуїсбург»: крейсерський загін «К» потопив два міноносці та сім пароплавів і нафтових танкерів, не зазнавши втрат, попри той дистанційний захист, який забезпечувала дивізія італійських крейсерів під командуванням контрадмірала Бруно Брівонезі.
Але всі ці успіхи були оплачені значними втратами для британського флоту, за 1941 рік Королівський флот втратив десять підводних човнів у Середземному морі, а також грецький та французький. Ситуація погіршилася настільки, що італійський Королівських флот перенаправив легкі крейсери та есмінці на транспортні місії, але ця тактика виявилася контрпродуктивною. 13 грудня в ході битви біля мису Бон три британських і один голландський есмінці вщент розгромили крейсерську групу противника, потопивши на шляху до Триполі легкі крейсери «Альберіко да Барбіано» та «Альберто ді Гуісано» й спричинивши загибель близько 900 моряків.

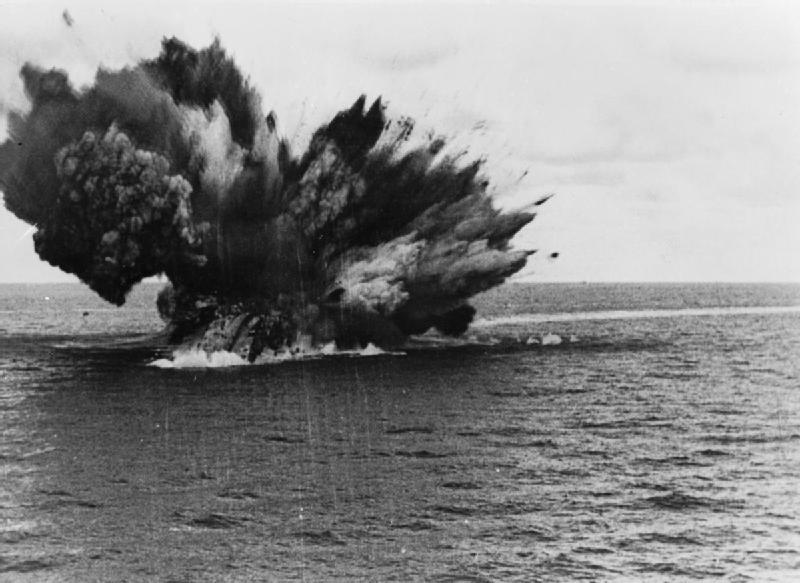
Вибух від детонації боєзапасу британського лінійного корабля «Барем». 25 листопада 1941

Починаючи з кінця вересня 1941 року, перші німецькі підводні човни увійшли в акваторію Середземного моря. І за дуже короткий проміжок часу вони почали пожинати значні успіхи. 13 листопада U-81 торпедував авіаносець «Арк Роял», що повертався до Гібралтару, який затонув наступного дня, попри спроби врятувати його. 25 числа лінкор «Барем» був уражений торпедою U-331 біля узбережжя Лівії та вибухнув, загинуло 862 моряки.
На початку зими на німецько-радянському фронті Люфтваффе вдалося відправити частку своїх сил до Середземного моря, розпочавши новий серію ударів по Мальті та британських конвоях. 25 жовтня німецькі Ju 87 I./StG1 потопили швидкісний мінний загороджувач «Латона», коли він перевозив 1000 польських солдатів у Тобрук, врятованих майже з усім екіпажем есмінцями «Хіроу» і «Енкаунтер». 27 листопада U-559 торпедував австралійський есмінець «Парраматта».
1941 рік для британців закінчився вкрай невдало. 14 грудня U-557 потопив легкий крейсер «Галатея» біля Александрії. 17 грудня італійський конвой, який у спробі «пройти за будь-яку ціну» супроводжувався потужним ескортом, зокрема лінійними кораблями «Літторіо», «Андреа Доріа», «Дуіліо» та крейсерами «Горіція» і «Тренто» на чолі з адміралом Якіно, перетнувся з британським конвоєм, який прямував з Мальти з Александрії. Перша битва у затоці Сидра в основному завершилася обміном ударами без великої шкоди для обох суперників, пошкодження зазнали лише британські крейсери. Але в спробі переслідувати італійські торговельні судна, які тепер були майже в місці призначення, в ніч між 18 і 19 грудня з'єднання «K» наразилося на мінне поле біля Триполі. В результаті крейсер «Нептун» потрапив на три міни, вибухнув і затонув з усім своїм екіпажем, крім одного, хто вижив, есмінець «Кандагар» вибухнув і був затоплений, крейсери «Аурора» та «Пінілоп» зазнали серйозних пошкоджень унаслідок підриву. На практиці з'єднання «K» припинило своє існування як єдина команда. Нарешті, в ніч на 19 грудня три SLC, до яких наблизилася підводний човен «Шире» під командуванням командира 10-ї флотилії MAS капітана Юніо Валеріо Боргезе, проникли в порт Александрії на людино-торпедах «Майале» та завдали дуже серйозної шкоди лінкорам «Квін Елізабет» і «Веліант», а також нафтовому танкеру. Операція мала також колосальний пропагандистський ефект, оскільки порт Александрії був однією з найбільших баз британського флоту. Ця дія суттєво знизила наступальний потенціал Середземноморського флоту на кілька місяців, який тепер був позбавлений як лінійних кораблів, так і авіаносців, і не міг бути посилений через вступ Японії у війну, що вимагало термінової відправки найпотужніших кораблів до Індійського океану.

### 1942
До середини січня 1942 року рух італійських конвоїв до Лівії було відновлено. Атаки британських підводних човнів і авіації, що базувалися на Мальті, продовжували спричиняти втрати, але без підтримки надводних кораблів рівень цих втрат виявився прийнятним для сил Осі, які змогли підтримувати постійно зростаючі постачання. Наприкінці січня італо-німецькі війська змогли повернулися до Кіренаїки, відвоювавши Бенгазі та відтіснивши британців до Ель-Газали. Атаки Люфтваффе та італійської Королівської авіації на Мальту інтенсифікувалися, до кінця квітня як вцілілі кораблі з'єднання «K», так і підводні човни 10-ї флотилії були змушені евакуюватися з острову, який перестав бути надійним морським і військовим портом.
Попри блокаду, острів зберігав своє стратегічне значення, і британське командування докладало чималих зусиль для підтримки свого виснаженого гарнізону. Проводити операції з постачання поступово ставало все важче. У січні конвой з шести пароплавів втратив торгове судно, затоплене внаслідок повітряної атаки. Був втрачений есмінець «Гуркха», торпедований німецьким підводним човном U-133. У середині лютого британці вивели в море конвої MW 9 (три судна), що прямували на Мальту з Александрії, і ME 10 протилежним маршрутом, але конвої були зустрінути безперервними повітряними нальотами, ворожі льотчики потопили два вантажні судна, есмінець «Маорі» у Валлетті та пошкодили третє торговельне судно.

Карта Другої битви в затоці Сидра. 22 березня 1942

Після цієї невдачі до кінця березня британське командування організувало широкомасштабну операцію, яка також включала повітряні атаки на італійські аеродроми та диверсійні дії, такі як наступ у Кіренаїці та вихід з'єднання «H» у західне Середземномор'я, щоб прикрити перехід з Александрії чотирьох торговельних суден у супроводі залишків Середземноморського флоту (п'ять крейсерів і 17 есмінців). Виявлений італійськими підводними човнами, конвой наразився на корабельну групу адмірала Якіно з «Літторіо», трьома крейсерами та десятьма есмінцями. У другій битві в затоці Сидра британським кораблям довелося відступити, не завдавши серйозної шкоди італійцям. Бій призвів до затримки у 4 години, що призвело до фатальних наслідків. Наступного ранку німецька авіація розпочала свої атаки, коли конвой знаходився ще досить далеко від Мальти. Внаслідок повітряних ударів 4 транспорти та 1 з есмінців супроводу були потоплені найближчими днями.

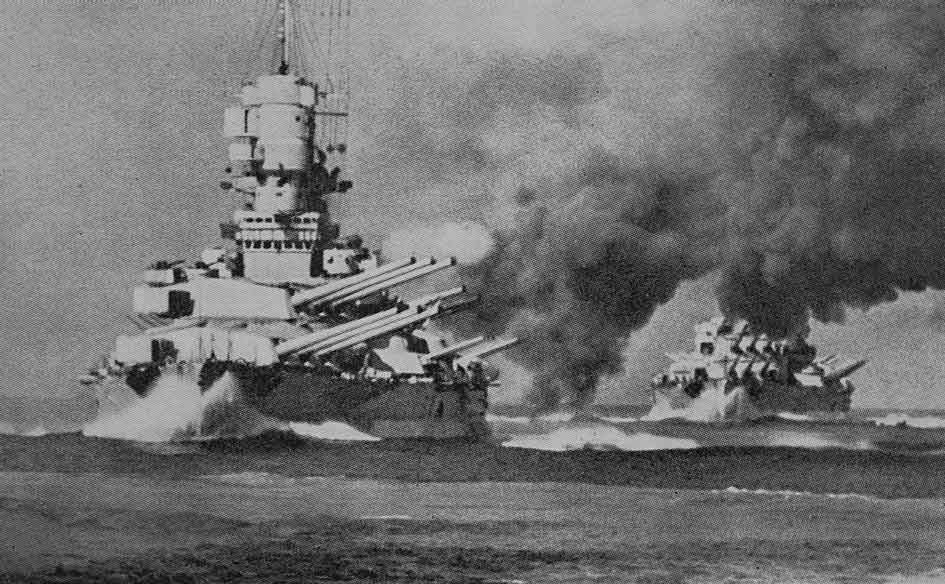
Італійські лінкори «Вітторіо Венето» і «Літторіо» ведуть вогонь з гармат головного калібру біля грецького острову Гавдос у битві біля мису Матапан

Британці продовжували підтримувати Мальту доставкою продовольства, використовуючи підводні човни та швидкісні кораблі (особливо відзначився мінний загороджувач «Велшмен»). Авіація запускалася з авіаносців з'єднання «H». У квітні та травні участь також у цих місіях взяв американський авіаносець «Восп», якого супроводжували два есмінці, це був перший внесок США у битву в Середземному морі. Проте протягом кількох місяців союзникам не вдалося провести жодної масштабної операції з постачання, і незабаром ситуація на острові стала дуже критичною.
10 і 11 травня спроба поставити на Мальту ескадру швидких есмінців, що пливли з Александрії, закінчилася катастрофою для британців, коли бомбардувальники Осі затопили біля узбережжя Лівії три з п'яти відправлених кораблів. Попри усі невдачі адмірал Гарвуд запланував набагато більш масштабну операцію на середину червня. За задумом одночасно мали стартувати два конвої, один з Гібралтару (операція «Гарпун») і один з Александрії (операція «Вігорос»), у супроводі як сил з'єднання «Н», так і Середземноморського флоту. Для реалізації цієї операції залучили кілька кораблів з Британії та Індійського океану. В результаті між 12 і 16 червня в Середземному морі розігралася велика битва. Гібралтарський конвой неодноразово атакували італійські підводні човни та зграї бомбардувальників, його атакувала крейсерська група адмірала Альберто да Зара. В результаті інтенсивної протидії противника конвой втратив чотири з шести торгових суден. Александрійський конвой, також неодноразово атакований бомбардувальниками і торпедоносцями, а також німецькими підводними човнами і торпедними катерами, був перехоплений італійським флотом під командуванням адмірала Якіно. Тому конвой «Вігорос» повернувся назад до Александрії, зазнавши серйозних втрат. Попри втрату важкого крейсера «Тренто», потопленого підводним човном «Умбра» з серйозними людськими жертвами, перемога Осі була очевидною. Британці втратили легкий крейсер, п'ять есмінців і шість вантажних суден, а також кілька було пошкоджено. Гарнізону Мальти вдалося отримати запасів лише на кілька тижнів.

Карта операції «Гарпун». 12–15 червня 1942

Ситуація на Мальті ставала ще більш критичною, але британське верховне командування не впало духом і зберігало тверду рішучість утримати острів. На початку серпня була організована операція «П'єдестал» з використанням переважаючих сил. Для захисту конвою з тринадцяти пароплавів і трьох нафтових танкерів був сформований величезний флот під командуванням віцеадмірала Едварда Невіла Сіфрета, що складався з чотирьох авіаносців, двох лінкорів, семи крейсерів, 34 есмінців, восьми підводних човнів і 17 менших кораблів. Ескортне з'єднання було найпотужнішим за всю війну, що виділялося на супровід конвою. Британське адміралтейство повністю усвідомлювали, що доля острова залежить від того, скільки транспортів добереться до острова. Особливо важливим був американський танкер «Огайо».
З огляду на таку концентрацію сил противника керівництво італійським флотом не ризикнуло виводити в море головні сили флоту, а комплексно застосувати проти конвою легкі сили, включаючи авіацію, швидкісні крейсери, підводні човни та торпедні катери. З 11 по 15 серпня відбулася тривала й масштабна битва, атаки сил Осі призвели до того, що лише п'яти вантажним суднам вдалося досягти пункту призначення. Проте 32 000 тонн генерального вантажу і 15 000 тонн палива поповнили майже порожні сховища Мальти. Це дозволило острову не тільки відбивати атаки противника, а й відновити активні операції на італо-німецьких комунікаціях, що ведуть до Африки. Ціна, яку заплатив британський Королівський флот за цей успіх, була дуже високою, враховуючи, що авіаносець «Ігл», крейсери «Манчестер» і «Каїр» та есмінець «Форсайт» були потоплені, а також багато кораблів дістали пошкоджень. Натомість італійський Королівський флот втратив два підводні човни «Кобальто» і «Дагабур». Керівництво флотом було дуже розчаровано неефективністю своїх крейсерів, проти яких діяли британські підводні човни, які серйозно пошкодили «Больцано» та «Муціо Аттендоло». Держави Осі також втратили 62 літаки, 42 італійські та 19 німецькі, включаючи втрати на землі та збиті в результаті «дружнього вогню».

Карта операції «П'єдестал». 9–15 серпня 1942

Висока ціна конвойних операцій влітку 1942 року знеохотила британців протягом кількох місяців здійснювати інші масові перевезення вантажів на Мальту, чекаючи перелому в Північноафриканській кампанії. Починаючи з серпня 1942 року втрати для італійських конвоїв поступово почали зростати, зокрема за рахунок повітряних атак.

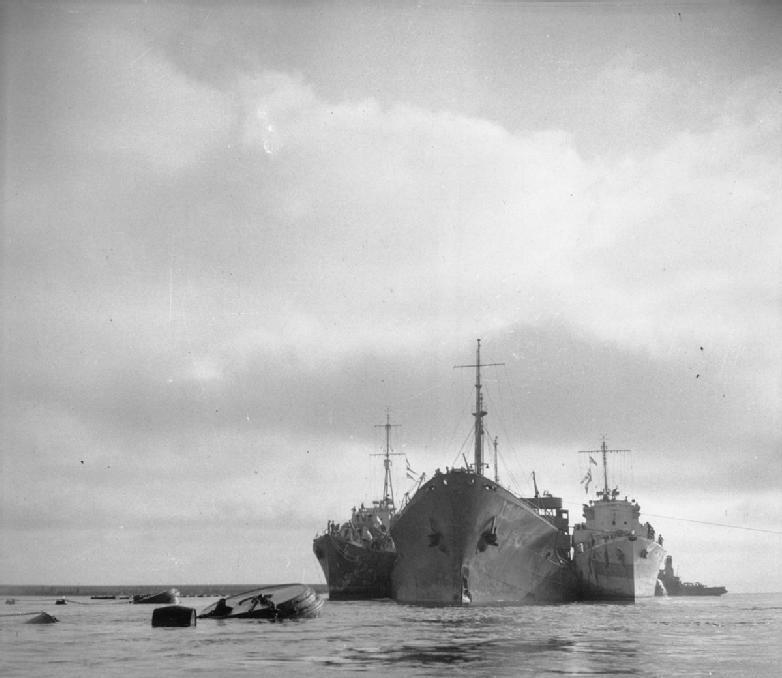
Пошкоджений американський танкер SS Ohio за підтримки есмінців (ліворуч — есмінець «Пенн», праворуч — «Ледбарі») наближається до берегів Мальти. Операція «П'єдестал»

У ніч з 13 на 14 вересня британці провели амбітну спеціальну операцію «Егрімент». Загальним замислом операції передбачалося проведення одночасних атак, як з моря так і з суходолу, на транспортну інфраструктуру німецьких та італійських військ, що оборонялися в районі Тобрука, а також напади на Бенгазі (операція «Бігамі»), на оазі в Киренаїці Джалу (операція «Найсеті») та Барке (операція «Караван»). Однак, зухвала операція несподівано наразилася на затятий опір італійського гарнізону та втручання німецьких повітряних сил. Британці дістали серйозну відсіч, легкий крейсер «Ковентрі» був потоплений разом з міноносцями «Сікх», «Зулу» та різними десантними суднами; експедиційний корпус мав понад 700 втрат і 500 полонених.
11 жовтня генерал Альберт Кессельрінг кинув на Мальту всі сили, що залишилися, намагаючись переламати ситуацію на свою користь, але вже 20 числа йому довелося призупинити бомбардування через значні втрати в літаках і пілотах: це була остання серія атак на острів, облога якого закінчилася через 28 місяців.
23 жовтня 1942 року британська 8-ма армія розпочала другу битву під Ель-Аламейном і після кровопролитних боїв остаточно розгромила італо-німецькі війська Роммеля. У січні 1943 року британська армія захопила Триполі. 8 листопада великий флот із 300 військових кораблів, транспортних суден і матеріально-технічних засобів висадив понад 100 000 англо-американських солдатів (плюс деякі підрозділи Вільної Франції) у Марокко та Алжирі. Після незначного опору напочатку вторгнення та різноманітних помилок, допущених ще недосвідченими американськими військами, французькі частини Віші масово перейшли на бік союзників, дозволивши їм створити міцні позиції в Алжирі та Орані. Незважаючи на те, що Італія та Німеччина були заздалегідь попереджені концентрацією сил союзників у Гібралтарі, вони мало що могли зробити, щоб запобігти англо-американському вторгненню. Були досягнуті різні успіхи, такі як потоплення U-431 есмінців «Мартін» і «Ісаак Свірз», але це мало вплинуло на перебіг подій. Перелом ситуації в Середземному морі було остаточно підтверджено 20 листопада, коли 16–20 листопада в ході операції «Стоунейдж» британський конвой досяг Мальти без жодних втрат, поклавши край жорстокій облозі острова.
У відповідь на англо-американське вторгнення до Північної Африки 10 листопада вермахт почав окупацію південної Франції. 27 листопада, почувши про спробу захоплення французького флоту німцями, французьке командування вважало за краще затопити свої кораблі, ніж потрапити до рук противника. В ході затоплення флоту французами було знищено 77 кораблів, у тому числі 3 лінійні кораблі, 1 гідроавіаносець «Командан Тест», 7 крейсерів, 15 есмінців, 13 міноносців, 6 шлюпів, 12 підводних човнів, 9 сторожових катерів, 19 допоміжних суден, 1 навчальний корабель, 28 буксирів і 4 кранів. П'яти підводним човнам вдалося вирватися в хаосі ситуації з бази, три досягли Північної Африки (два підводні човни дійшли до Алжиру: «Казабіанка» і «Марсойн», один човен «Глорейкс» — Орану), човен «Іріс» дістався іспанської Барселони, і останній — «Венус» — змушений був затопитися в гирлі гавані. Один надводний корабель, «Леонор Френель», також втік і дійшов до Алжиру. Німцям вдалося захопити тільки три роззброєні есмінці, чотири пошкоджені підводні човни і три цивільних судна. Також у руки німцям потрапили два застарілих лінкори, які не мали ніякої військової цінності, і 27 інших дрібних суден, деякі з яких були пошкоджені.

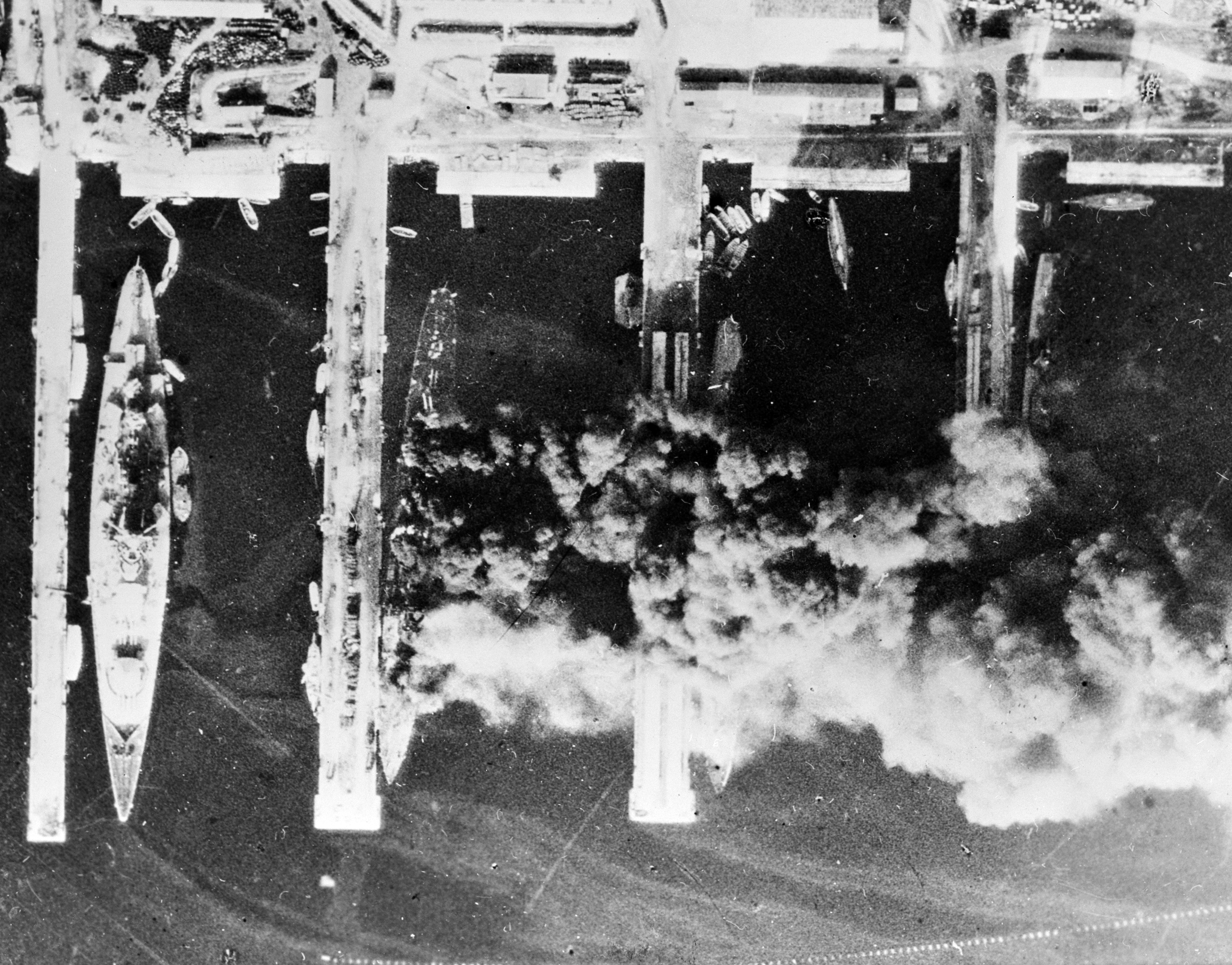
Французький флот тоне: ліворуч — лінкор «Страсбург», далі — важкі крейсери «Кольбер» (палає у вогні) і — «Алжері» (в диму); крайній праворуч — легкий крейсер «Марсельез». Військово-морська база Тулон. 27 листопада 1942

Тим часом Королівський флот здійснив висадку військ на Корсиці та в Тунісі, які були легко захоплені. Територія Французького Тунісу, куди генерал Роммель відступив із Лівії, тепер стала вирішальним полем битви.
2 грудня у битві біля Скеркі-Бенк британські військово-морські сили з трьох крейсерів і двох міноносців повністю знищили без втрат італійський конвой, що прямував до Тунісу.
11 грудня, у результаті проникнення в акваторію військово-морської бази Алжиру на надмалому човні «Амбра» типу «Перла», італійські бойові плавці встановили на судна союзників магнітні міни й згодом їх підірвали. Наслідком рейду на Алжир стало знищення 2-х та виведення з ладу ще двох суден і десантного корабля.

### 1943
На фоні катастрофічної ситуації в Тунісі, активність країн Осі різко знизилася. Більше великих битв не відбулося, їх замінила безліч менш масштабних дій. 16 квітня стався бій за конвой «Сігно», коли два британські есмінці атакували конвой з двох італійських міноносців і торгового судна. В результаті сутички один британський есмінець затонув, італійці втратили один міноносець, другий був важко пошкоджений. Транспортне судно спромоглося дійти до порту призначення без втрат.

Схема переходу італійських кораблів і загибелі лінкору «Рома». 9 вересня 1943

4 травня стався бій за конвой «Кампобоссо», в якому три британські есмінці потопили ворожий міноносець і пароплав. Загалом у період з листопада 1942 по травень 1943 року загинули 243 кораблі чи судна країн Осі (включаючи 23 військові кораблі та 151 пароплав), понад дві третини з яких стали жертвами повітряних атак, але флоту вдавалося забезпечити постійне постачання резервів: 93 % військ (72 246 осіб), 72 % матеріалів (212 060 тонн), 71 % палива (94 472 тонни) було перекинуто морем. Хоча у березні — травні 1943 року стався різкий сплеск втрат і різке скорочення відправки конвоїв. Капітуляція останніх сил Осі в Тунісі 13 травня ознаменувала кінець битви конвоїв італійського Королівського флоту.

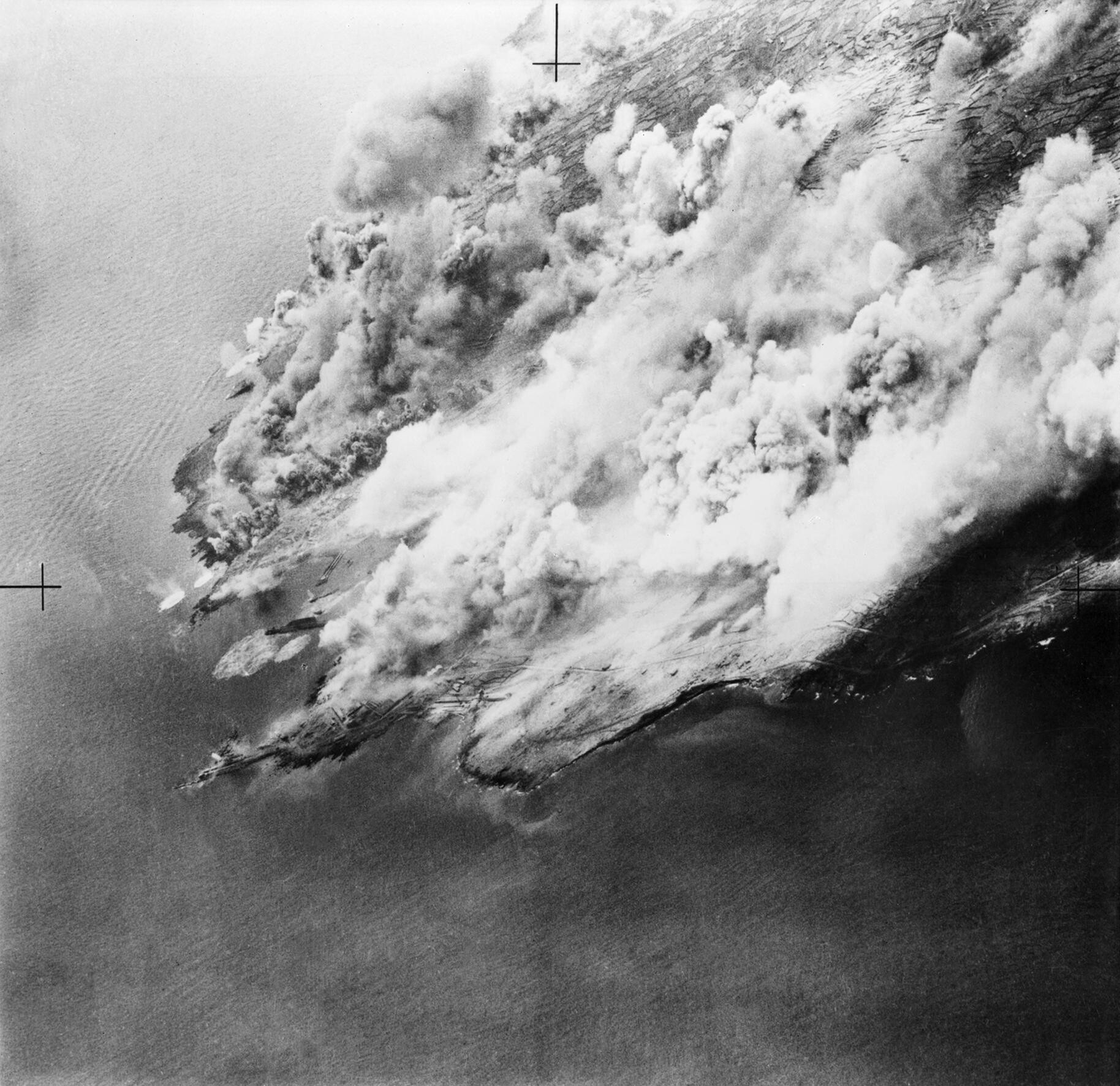
Острів Пантеллерія, оповитий димом від розривів бомб під час бомбардування союзниками в червні 1943 року. Операція «Кокскрю»

Наступним кроком після окупації Тунісу союзниками стало вторгнення на Сицилію, щоб знову відкрити весь Середземноморський басейн для вільного проходу транспортних конвоїв. Підготовка до висадки, розпочата під час Туніської кампанії, супроводжувалася методичними обстрілами італійських портів. 10 квітня жорстоке бомбардування нейтралізувало крейсерську ескадру, розташовану в Ла-Маддалені, внаслідок обстрілу затонув «Трієст» і був серйозно пошкоджений «Горіція». 13 травня масована атака 300 бомбардувальників напівзнищила місто Кальярі та затопила близько двадцяти кораблів різного типу, які пришвартувалися там, у той час як Ла-Спеція зазнала сильного удару 19 квітня. 5 червня внаслідок удару дістали серйозні пошкодження лінкори «Рома» і «Вітторіо Венето». Легкі корабельні групи союзників продовжили атакувати конвої в італійських водах, і в ніч з 1 на 2 червня есмінці «Васіліса Ольга» і «Джервіс» потопили міноносець «Касторе» та торгове судно біля мису Спартівенто. 8 травня почалися повітряні атаки на Пантеллерію, який був підданий морській блокаді (Операція «Кокскрю»): після потужних щоденних бомбардувань і обстрілу з моря, який тривав з 8 по 10 червня, острів капітулював наступного дня. Лампедуза, одночасно атакована літаками та обстріляна кораблями союзників, капітулювала 12 числа.
9 липня 1943 року почалася висадка морського десанту на Сицилію. Вторгнення підтримував величезний військово-морський флот, що складався з 2590 кораблів усіх типів, включаючи шість лінійних кораблів (у тому числі найсучасніші «Хау» та «Кінг Джордж V»), два флотські і п'ять ескортних авіаносців, три монітори, двадцять крейсерів і близько сотні есмінців, частина з яких зі складу 8-го флоту США віцеадмірала Генрі Г'юітта. Повітряні сили налічували понад 4000 літаків, що брали участь в авіаційній підтримці висадки. Хоча розвідка попереджала про вихід флоту союзників у море, італійський Королівський флот було вирішено не залучати для протидії висадці, щоб не піддавати основні кораблі ризику бути знищеними ще до того, як вони зможуть якось вплинути на перебіг подій.

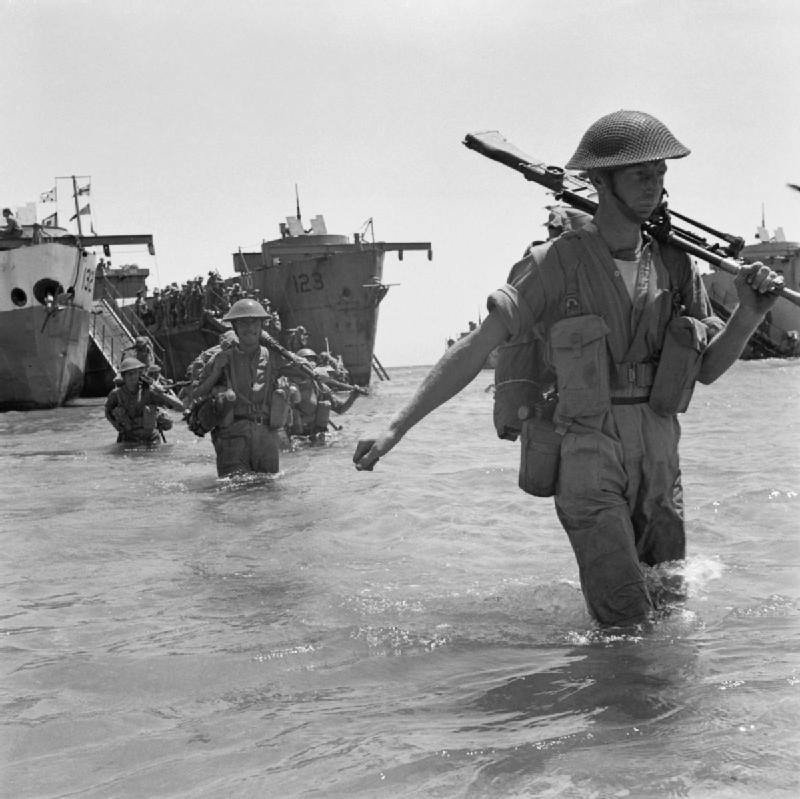
Британський морський десант висаджується на узбережжя Сицилії. Операція «Хаскі». 10 липня 1943 року

Спротив висадці англо-американців на Сицилію чинився лише легкими засобами. Попри серйозне скорочення чисельності та знищення ескортними частинами союзників підводних човнів Італії та Німеччини, субмарини держав Осі зафіксували певні успіхи, зокрема були пошкоджені крейсери 15 липня — «Клеопатра» (приписується «Енріко Дандоло») і 23 липня — «Ньюфаундленд» (або «Ашангі» або U-407). 16 липня авіаносець «Індомітебл» був пошкоджений італійським торпедоносцем, а новий легкий крейсер «Шіпілоне Афрікано» успішно відбив у ніч з 16 на 17 липня атаку британських міноносців у Мессінській протоці. На початку серпня командування італійського флоту, попри свою пасивну позицію, вирішило бомбардувати Палермо, здійснивши напад легкими крейсерами VII дивізії («Еудженіо ді Савойя», «Монтекукколі») і VIII дивізії («Джузеппе Гарібальді», «Емануеле Філіберто Дука д'Аоста»). Інші підрозділи італійського Королівського флоту наполегливо працювали над евакуацією італо-німецького гарнізону з Сицилії (операція «Лерганг»), успішно переправивши понад 100 000 осіб і 17 000 тонн матеріалів через Мессінську протоку. 17 серпня Сицилія була окупована англо-американцями повністю.
Захоплення Сицилії стало однією з причин, що призвели до падіння фашизму і, відразу після цього, до початку таємних переговорів між Італією та союзниками, результатом яких стало перемир'я в Кассібілі 3 вересня. Набуття ним чинності було відкладено до основної висадки союзних сил на італійському півострові, і, щоб не насторожити німців, кораблі Королівського флоту (де майже ніхто не знав про переговори про перемир'я) продовжували діяти як завжди. 7 вересня підводний човен «Велелла» був торпедований і потоплений британським «Шекспіром» неподалік від узбережжя Пунта-Лікози, таким чином ставши останнім підводним човном, втраченим Королівським флотом у бойових діях проти союзників. За наказом адмірала Карло Бергаміні італійський бойовий флот тим часом готувався до останнього виходу проти англо-американських ескадр із використанням усіх уцілілих кораблів: якби союзники висадилися в Гаеті чи Салерно, як вважалося швидше за все відбудеться, в бій проти них вступали усі кораблі, що базувалися в Ла-Спеції, включаючи три лінкори класу «Літторіо», п'ять легких крейсерів, десять есмінців, близько п'ятнадцяти міноносців і корветів і близько п'ятнадцяти підводних човнів. У випадку амфібійної операції в Апулії в бій мало вступати корабельне угруповання, що базувалося в Таранто, зі старими лінкорами «Андреа Доріа» і «Дуіліо», трьома легкими крейсерами, есмінцем, десятком міноносців і корветів і дев'ятьма підводними човнами. Командири кораблів отримали наказ битися «до останнього».
Але, замість наказу про вступу до бою, ввечері 8 вересня флотські командири абсолютно несподівано отримали офіційне повідомлення про підписання перемир'я, а потім інструкції для своїх кораблів негайно здатися союзникам на Мальті або в одному з портів, які вони контролюють. Затоплювати свої кораблі допускалося лише в тому випадку, якщо будь-який рух був неможливий. Бергаміні запротестував і висунув ідею затопити кораблі, але після телефонної розмови зі своїм начальством (начальником штабу і міністром ВМС адміралом Раффаеле де Куртеном і заступником начальника штабу Луїджі Сансонетті погодився виконати команду.
Вранці 9 вересня італійське корабельне угруповання вийшло з Ла-Спеції, в той час, як німці продовжили роззброювати та захоплювати італійські кораблі та військові частини. Пливучи західніше Корсики, Бергаміні досяг острова Асінара о 13:00, де він отримав звістку про те, що Ла-Маддалена потрапила в руки німців і що його угруповання повинно було негайно направитися до Бони в Алжирі. Виявлені розвідувальними літаками Люфтваффе, італійські кораблі були кілька разів атакована німецькими бомбардувальниками з використанням нових плануючих бомб Fritz X. Шість бомбардувальників Do 217K-2 з III./KG 100, кожен з яких ніс по одному Fritz X атакували італійський лінкор «Рома», флагман італійського флоту, який був двічі уражений керованою авіаційною бомбою, ще одна вибухнула поруч з кораблем, і після детонації його артилерійських льохів лінкор затонув. Загинули 1393 чоловіки, в тому числі командувач Королівських військово-морських сил Італії адмірал Карло Бергаміні. Однотипний лінійний корабель «Італія» також був серйозно пошкоджений, але дістався Тунісу. Тепер під командуванням адмірала Ромео Оліви ескадра прибула в Бону, а вранці 10 вересня прибула на Мальту. Легкий крейсер «Аттіліо Реголо», три есмінці та три міноносці, які зупинилися, щоб знайти вцілілих з «Роми», натомість вирушили до Маона на Балеарських островах і були тут інтерновані іспанською владою.
Прорив кораблів з Таранто відбувся без інцидентів, і 10 вересня вони досягли Мальти. Інші кораблі італійського флоту прибували самостійно з Тірренського та Адріатичного морів, включаючи лінкор «Джуліо Чезаре», на якому спроба заколоту була вирішена без наслідків після деяких переговорів між екіпажем і командиром. Корвет «Байонетта», супроводжуваний крейсером «Шіпілоне Афрікано», взяв на борт короля Вітторіо Емануїла III з королівською родиною та урядом, які втекли з Риму, з портів Пескари та Ортони та безпечно доставив їх до Бріндізі. Есмінці «Уголіно Вівальді» та «Антоніо да Нолі», спочатку відряджені до Чівітавекк'ї, потім спробували приєднатися до ескадри Бергаміні в Ла-Маддалені, але були потоплені в протоці Боніфачо в результаті німецьких атак. У Бастії, Корсика, міноносець «Алізео» рішуче виступив проти німців, які атакували місцеві італійські підрозділи, потопив кілька ворожих човнів і звільнив міноносець «Ардіто», який був ними захоплений. Численні інші кораблі та судна великого або меншого тоннажу, які не могли рухатися через те, що вони були пошкоджені або ще будувалися, були захоплені німцями в портах, не без сутичок з італійськими екіпажами. Капітан-лейтенант Доменіко Баффіго, командир легкого крейсера «Джуліо Джерманіко» у Кастелламмаре-ді-Стабія, координував оборону бази та протягом трьох днів чинив жорсткий опір німцям, перш ніж був схоплений обманом і розстріляний.
Вранці 9 вересня союзники здійснили висадку десанту на Апеннінський півострів. Допоміжний контингент висадився в Таранто, не зустрівши опору, але втратив мінний загороджувач «Ебдіель», завантажений військами, що підірвався на мінному загородженні. Основна частина морського десанту висадилася в Салерно і в перші години наштовхнулася на слабкий опір німців, який, однак, швидко посилився. Жорсткі контратаки на плацдармі серйозно загрожували відкинути контингент союзників назад у море, який зміг утримати свої позиції завдяки переважній вогневій потужності флоту підтримки (понад 500 кораблів, включаючи чотири лінійні кораблі, два флотські авіаносці та чотири ескортні, два монітори, одинадцять крейсерів), що прикривали десант з моря. Німці завдавали повітряних ударів по кораблях союзників, широко використовуючи плануючі авіабомби Fritz X і протикорабельні ракети Henschel Hs 293. У ході операції серйозних пошкоджень зазнали легкі крейсери «Саванна» та «Уганда», а також лінкор «Ворспайт» і було знищено госпітальне судно «Ньюфаундленд».
На початку вересня 1943 року, на фоні капітуляції Італії, її війська залишили архіпелаг Додеканес, який належав їй ще до війни. Велика Британія вирішила захопити острови, щоб використати їх як плацдарм для подальшого вторгнення на Балканський півострів. Союзним військам вдалося захопити до середини місяця більшість островів, проте Родос зайняли німці. У наступні 2 місяці тривала запекла боротьба за архіпелаг, в якій відзначилося Люфтваффе (як авіачастини, так і парашутисти). Британські сухопутні та морські сили зазнали великих втрат, і лише 23 листопада з евакуацією останніх армійських підрозділів вермахту бойові дії завершилися. Це була одна з останніх великих перемог Німеччини у війні.

### 1944
Після капітуляції Італії та Додеканеської кампанії темпи військово-морських операцій у Середземному морі різко знизилися. Хоча Крігмаріне опанували велику кількість кораблів, захоплених в італійського Королівського флоту (міноносці, корвети, тральщики), але співвідношення сил на користь союзників врешті змусила німців обмежити свою активність на морі. Вони організували систему прибережних конвоїв з портів північної Італії до лінії фронту в центральній Італії, встановили численні мінні поля та здійснили кілька стримких атак проти ворожого руху в районі Неаполя або між Сардинією та Корсикою. Колябораціоністський уряд Італійської Соціальної Республіки створив власний військово-морський флот (Національний республіканський флот), який отримав мало прихильності з боку нацистської Німеччини, яка виділила йому лише незначну корабельного складу. Натомість німці виявилися набагато більш зацікавленими у налагодженні співпраці з легкими підрозділами флоту, що були озброєні MAS, вибуховими човнами та мінісубмаринами класу «CB». І вже до кінця війни сили Боргезе діяли разом з німцями як у Тірренському, так і в Адріатичному морях.
22 січня 1944 року союзники розпочали нову великомасштабну десантну операцію на італійському ТВД. За підтримки флоту з п'яти крейсерів, 24 есмінців та численних кораблів малого класу англо-американські війська під командуванням генерал-майора Джона П. Лукаса висадилися в Анціо, щоб обійти потужну лінію Густава і відкрити шлях до Риму. Спочатку висадка військ на берег відбулася легко, союзники практично не зустрічали опору з боку німецьких чи італійських військ. Але генерал Лукас, який мало вірив в успіх запланованої операції продемонстрував надмірну застережливість. Унаслідок цього доки війська західних союзників гаяли час, укріплюючись на захопленому узбережжі, генерал-фельдмаршал Альберт Кессельрінг, головнокомандувач німецькими військами на італійському театрі дій, без коливань скористався ваганнями супротивника й перекинув усі свої резерви та створив потужне кільце оборони навколо плацдарму.
23 січня біля узбережжя Анціо британський есмінець «Джейнес» був потоплений торпедою, а «Джервіс» пошкоджений плануючою бомбою. Наступного дня американські есмінці «Майо» і «Планкетт» були уражені відповідно ракетою Hs 293 та плануючою бомбою. Хоча повітряне прикриття англо-американських винищувачів змусило німців атакувати лише в сутінках, загроза ракетних ударів змусила командування союзників відвести свої основні кораблі подалі від плацдарму. Проте 29 січня Люфтваффе досягло найбільшого успіху, потопивши Hs 293 британський крейсер «Спартан» і американське вантажне судно класу «Ліберті» Samuel Huntington.

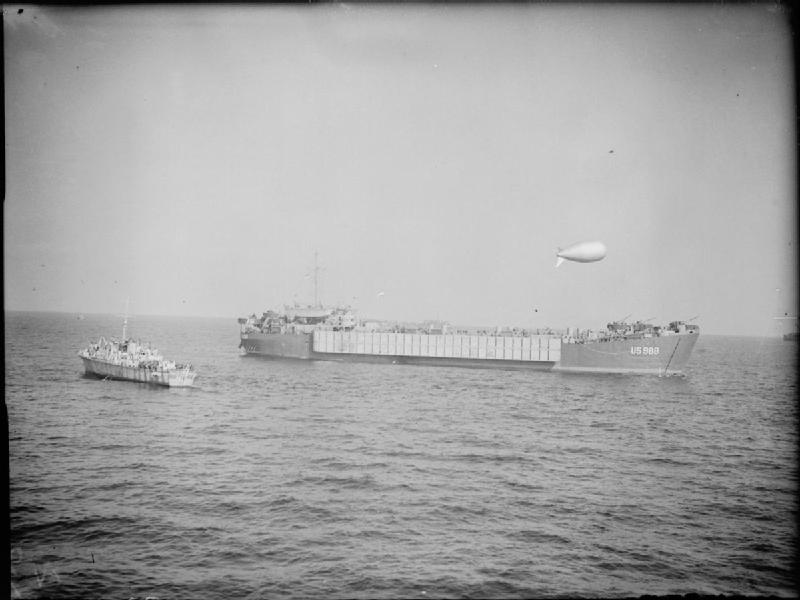
Американський великий десантний корабель типу LST під прикриттям дирижабля спостереження наближається до французького берега для висадки десанту. Операція «Драгун»

Навіть останні підводні човни Крігсмаріне, що залишалися в акваторії Середземного моря, продовжували діяти проти конвоїв союзників, попри потужний спротив протичовнових підрозділів союзників. 15 лютого U-410 потопив британський крейсер «Пенелопа», що повертався з Анціо до Неаполя без супроводу. 30 березня U-223 зумів торпедувати есмінець «Лафорей». Останній успіх підводних човнів у Середземному морі здобув U-453, який 19 травня потопив велике британське торгове судно «Форт Міссанабі» біля південного узбережжя Калабрії. У відповідь союзна авіація здійснила потужні повітряні бомбардування, завдяки чому вдалося остаточно нейтралізували цю загрозу. Два масовані нальоти на Тулон 5 липня та 6 серпня призвели до масового знищення німецьких підводних човнів, що залишилися в західному Середземномор'ї, а три вцілілі човни на базі Саламін було затоплено у вересні 1944 року, в момент відступу німців з Греції.
15 серпня великий союзний флот з 843 кораблів (включаючи сім лінійних кораблів, дев'ять авіаносців і 18 крейсерів) і понад 1200 десантних суден розпочав вторгнення до південної Франції. 15 серпня у Порт-крос та 17 серпня біля Ла-Сьйота сталися незначні морські бої. Втручанню бомбардувальників Люфтваффе з їх керованими ракетами було ефективно протиставлено системи радіоелектронних перешкод, які зараз масово використовувалися союзниками. Єдиний влучний удар Hs 293 по десантному судну мав місце 15 серпня. Навпаки, безперервні бомбардування союзників незабаром знищили німецьку авіацію у Франції, ліквідувавши будь-які загрози для союзних флотів у західному Середземномор'ї.

### 1945
18 березня 1945 року між німецькими та британськими кораблями в Генуезькій затоці стався морський бій, що став останнім боєм надводних кораблів у Середземному морі і одним з останніх боїв надводних кораблів в історії Крігсмаріне. Німецькі кораблі (міноносці «TA 24», «TA 29» (колишні італійські «Артуро» та «Ерідано») та есмінець «TA 32»), що поверталися з міннування біля узбережжя Корсики, були атаковані британськими есмінцями «Лукаут» та «Метеор». У зіткненні британські есмінці без втрат потопили 2 міноносці й лише есмінець TA 32 зумів втекти, попри зазнані пошкодження.
24 квітня німці почали евакуацію своїх сил з Генуї та Лігурії, знищуючи кораблі, які вони ще мали в цьому регіоні. Останні кораблі Крігсмаріне у верхній частині Адріатики здалися союзникам після того, як 2 травня набула чинності капітуляція Казерти.

## Підсумки
З моменту вступу в Другу світову війну у червні 1940 і до капітуляції у вересні 1943 року італійські Королівських ВМС втратили сумарно 380 військових кораблів (включно з тими, хто працював на інших театрах війни, крім Середземноморського басейну) загальною водотоннажністю 334 757 тонн: один лінкор, 12 крейсерів, 44 есмінці, 41 міноносець, 84 підводні човни і 198 другорядних або допоміжних кораблів та військових суден. Людські втрати, зареєстровані за той самий проміжок часу, становили 23 640 осіб (включаючи екіпажі торговельних суден), з яких 19 040 загинули у морі та 4 600 на суші. За той самий період часу 1278 торгових суден водотоннажністю (2 272 707 тонн) було втрачено з усіх причин. У період після вересня 1943 року 386 військових кораблів було втрачено з усіх обставин, майже всі сталися протягом кількох днів після 8 вересня: один лінкор, 6 крейсерів, 62 протичовнові кораблі, включаючи есмінці, міноносці та корвети, 27 підводних човнів і 290 малих кораблів та допоміжних суден. Людські втрати становили 10 219 осіб (2239 на морі, 7980 на суші). До цих втрат слід додати 199 військових кораблів, які ще не були спущені на воду та будувалися в корабельнях, усі вони потрапили до рук нацистської Німеччини після перемир'я, а також втрати ще 1214 торговельних суден (на 976 902 тонни).
Королівський флот Великої Британії разом із військово-морськими силами Співдружності доповів про втрату в Середземному морі одного лінкора, двох авіаносців, 20 крейсерів, одного монітора, 67 есмінців, 45 підводних човнів та різних інших допоміжних кораблів і суден. ВМС Греції втратили два кораблі берегової оборони, крейсер, чотири есмінці, 10 мінонсоців і чотири підводні човни, а ВМС Сполучених Штатів зазнали втрату восьми ескадрених і ескортних міноносців. Важко оцінити втрати Крігсмаріне у Середземномор'ї, але всі 62 підводні човни, які увійшли в Середземне море, були потоплені, а ще дев'ять човнів втратили на захід від Гібралтарської протоки під час спроби подолати цю перешкоду.
Загалом конфлікт у Середземному морі розвивався не так, як його уявляли собі два головних суперники: прямі зіткнення між головними силами британського та італійського флотів завжди відбувалися раптом і були результатом невдалих дій унаслідок випадкових і непередбачених обставин, за єдиним винятком, що призвело до битви біля мису Матапан. Протистояння між суперниками було натомість незапланованими зіткненнями при супроводженні конвоїв, в яких обидві сторони намагалися захистити власні транспортні потоки й завдати максимальної поразки ворожим. Оцінки битв за італійські конвої часто дуже розходяться: різні вчені, і особливо німецькі, вважали їх поразкою, підкреслюючи, що періоди масових затоплень торговельних суден часто збігалися з проведенням великих битв у Лівійській пустелі, таким чином постачання військам Осі піддавался ризику саме в момент найбільшої потреби. Інші вчені, зокрема близькі до військово-морських кіл, схильні позитивно оцінювати діяльність конвоїв, що прямували до Лівії, підкреслюючи той факт, що в цілому 91,6 % особового складу і 85,9 % матеріальних засобів вдалося успішно досягти пунктів призначення.